# Astérix chez les Pictes
Astérix chez les Pictes est le trente-cinquième album de la bande dessinée Astérix, publié le 24 octobre 2013, scénarisé par Jean-Yves Ferri et dessiné par Didier Conrad.

## Résumé
En hiver, alors que le village gaulois est recouvert par la neige, Astérix et Obélix, à la recherche d'huîtres sur la plage, découvrent un énorme glaçon échoué, dans lequel un guerrier picte enchaîné est congelé. Ils le rapportent au village pour le réveiller, mais, aphone, le Picte, essaie de raconter son histoire en faisant des mimes et des sculptures dans la neige. Pendant ce temps, Numérusclausus,  agent romain du recensement, arrive au village où il a du mal à conduire sa mission. Les dames gauloises admirent les vêtements du Picte et obligent leur maris à porter des kilts comme lui. 
Gravant sur un menhir d'Obélix une carte de la Calédonie, le Picte se fait enfin comprendre : il veut rentrer dans son village, où se passent des événements graves. Astérix et Obélix s'embarquent avec lui, munis d'un élixir de Panoramix pour soigner la voix du Picte.
Ils croisent les pirates, dont ils coulent le bateau, et le Picte, ayant enfin retrouvé sa voix, raconte son histoire : il s'appelle Mac Oloch, et souhaite retourner dans son clan du Loch Andloll pour y retrouver sa fiancée Camomilla, fille du défunt roi des Pictes Mac II, que son ennemi Mac Abbeh veut épouser afin de devenir le nouveau roi. Mac Abbeh a tendu une embuscade à Mac Oloch et l'a fait passer pour mort.
De plus, le sinistre Mac Abbeh décide de s'allier aux Romains (qui voient là l'opportunité d'agrandir leur empire) pour se faire élire roi par les chefs pictes. Une troupe romaine, menée par les centurions Taglabribus et Zaplézactus, est reçue chez lui.
Astérix, Obélix et Mac Loch arrivent sur le Loch Andloll où ils croisent une énorme créature aquatique pacifique, nommée Afnor – ancêtre du monstre du Loch Ness –, qui vole la gourde d'élixir de Mac Loch.
Celui-ci, accompagné des Gaulois, retrouve son village et sa famille, dont son petit frère Mac Mini. On lui apprend que Camomilla a été enlevée par Mac Abbeh, qui s'apprête à l'épouser. Mac Oloch a besoin de retrouver pleinement sa voix : or il n'a plus l'élixir pour se soigner. Conduits de nuit par Mac Mini en barque sur le lac, Astérix et Obélix retrouvent Afnor, et plongent dans sa grotte où s'entassent des objets accumulés par l'animal. Ils n'y découvrent pas l'élixir, mais une galerie souterraine qui les mène à Camomilla, prisonnière dans une geôle souterraine près du village de Mac Abbeh. Ils se perdent ensuite avec elle dans les souterrains.
Au matin, sur une île au milieu du Loch Andloll, les chefs pictes débarquent pour choisir leur nouveau roi. Certains candidats font leurs discours de campagne, dont Mac Abbeh. Il est interrompu par l'arrivée inattendue de Mac Oloch, puis par Astérix, Obélix et Camomilla surgissant des souterrains. La jeune fille retrouve son fiancé Mac Oloch, tandis que Mac Abbeh, pris au dépourvu, fait appel à ses alliés romains qui débarquent sur l'île et engagent la bataille.
Les Pictes s'unissent finalement pour vaincre les Romains et Mac Abbeh, puis élisent pour nouveau roi  Mac Oloch ; celui-ci demande en mariage Camomilla, qui accepte.
Astérix et Obélix repartent pour la Gaule. Sur le loch, Afnor leur rend, trop tard, l'élixir volé, mais Astérix le jette dans le lac, n'en ayant plus besoin, et Afnor plonge à sa recherche.
De retour au village, les Gaulois retrouvent leurs compatriotes, chez qui règne un engouement pour la mode picte. Pour aider le recenseur Numérusclausus qui désespère de ne jamais pouvoir compter les Gaulois (il en manquait deux), un grand banquet final réunit enfin tous les habitants du village.

## Personnages principaux
- Les habitants du village gaulois, dont : 
  - Astérix, guerrier,
  - Obélix, livreur de menhir,
  - Idéfix, chien d'Obélix,
  - Ordralfabétix, poissonnier,
  - Iélosubmarine, poissonnière, épouse d'Ordralphabétix,
  - Cétautomatix, forgeron,
  - Agecanonix, vieillard,
  - épouse d'Agecanonix,
  - Assurancetourix, barde,
  - Bonemine, épouse d'Abraracourcix,
  - Panoramix, druide,
  - Abraracourcix, chef du village,
  - épouse de Cétautomatix,
  - Ouiskix[4] ;
- Mac Oloch, Picte du clan près du Loch Andloll ;
- Numérusclausus, agent romain du recensement[5] ;
- Les pirates, dont : 
  - Barbe-Rouge, chef des pirates,
  - Triple-Patte, pirate unijambiste disant des citations latines,
  - Baba, vigie des pirates ;
- Taglabribus, centurion romain ;
- Zaplézactus, centurion romain ;
- légionnaires romains, dont Légéiatus, cousin de Numérusclausus ;
- Afnor, monstre du Loch Andloll ;
- Mac Aye, Picte du clan de Mac Abbeh ;
- Mac Lop, Picte du clan de Mac Abbeh ;
- Mac Abbeh, Picte chef du clan de la rive opposée du Loch Andloll ;
- Mac Atrell, grand-oncle de Mac Oloch ;
- Mac Mini, petit frère de Mac Oloch ;
- Mac Mamah, membre de la famille recomposée de Mac Oloch ;
- Mac Ramp, membre de la famille recomposée de Mac Oloch ;
- Mac Reese, membre de la famille recomposée de Mac Oloch ;
- Catalpa, membre de la famille recomposée de Mac Oloch ;
- Arnica, membre de la famille recomposée de Mac Oloch ;
- Mac Robiotik, druide picte ;
- Mac Keul, barde picte ;
- Camomilla, fiancée de Mac Oloch, fille adoptive du roi défunt Mac II ;
- chefs des tribus pictes, dont Mac Stock ;
- Jules César, imperator romain.

## Analyse

### Conception
Il s'agit du premier album qui ne soit pas dessiné par Albert Uderzo ; toutefois, ce dernier a pu contrôler chacune des vignettes, s'assurer de la conformité des personnages et demander les corrections jugées nécessaires.
La couverture (qui rappelle celles d'Astérix chez les Bretons et du Cadeau de César) a d'ailleurs été dessinée par Albert Uderzo (pour le personnage d'Obélix) et Didier Conrad (pour le reste de la couverture) : elle porte ainsi la signature de deux dessinateurs.
Avant la sortie de l'album, une vidéo des Éditions Albert René indique que le lecteur retrouvera de nombreux ingrédients qui ont fait le succès de la série (un voyage, des Romains, de la potion magique, des jeux de mots…). À l'occasion d'un séjour en Écosse fin juin 2013, Jean-Yves Ferri indique que les Gaulois vont découvrir le whisky, les cornemuses, l'origine du mur d'Hadrien, ainsi que la localisation du monstre du Loch Ness.

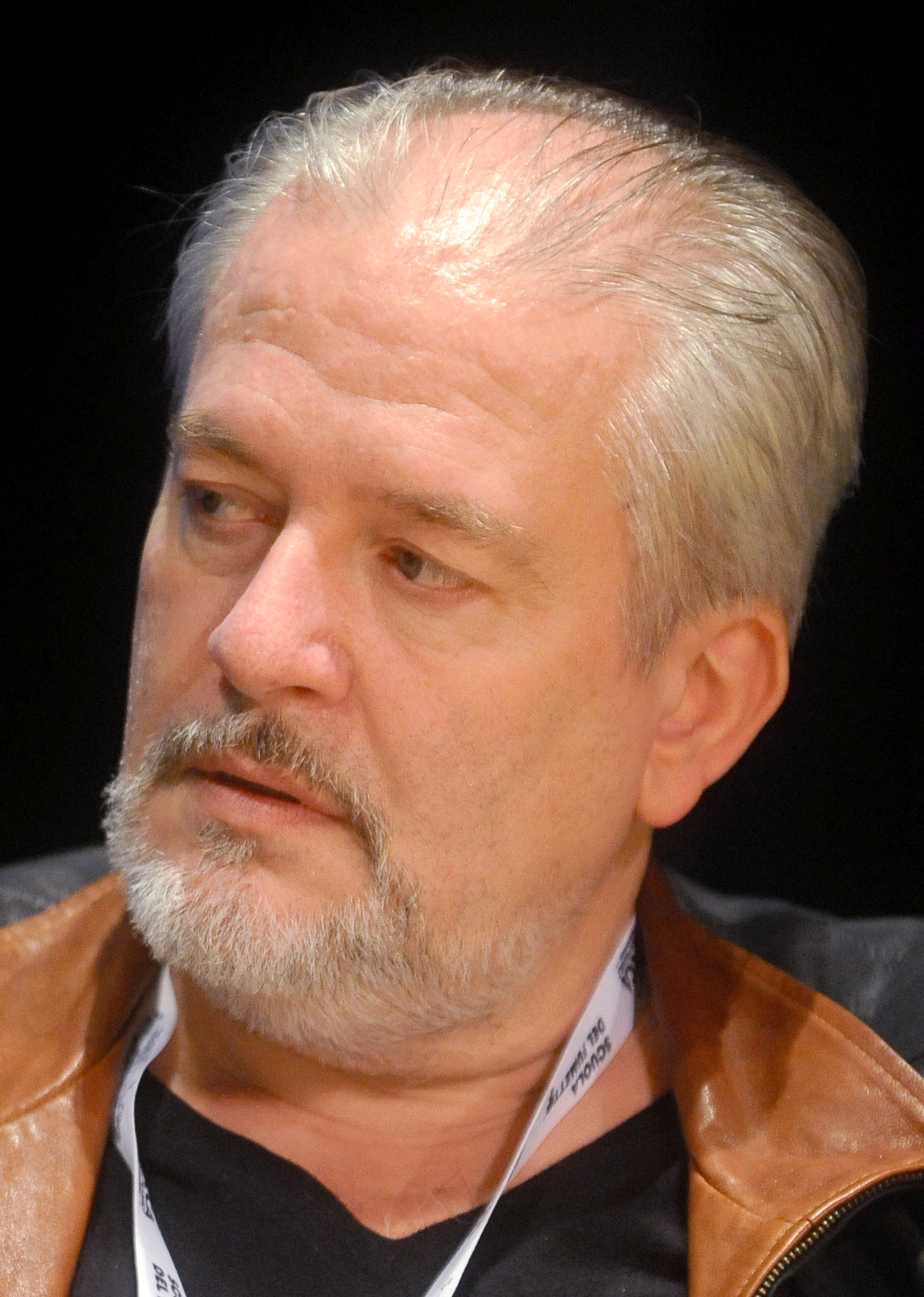
Didier Conrad, nouveau dessinateur d'Astérix.
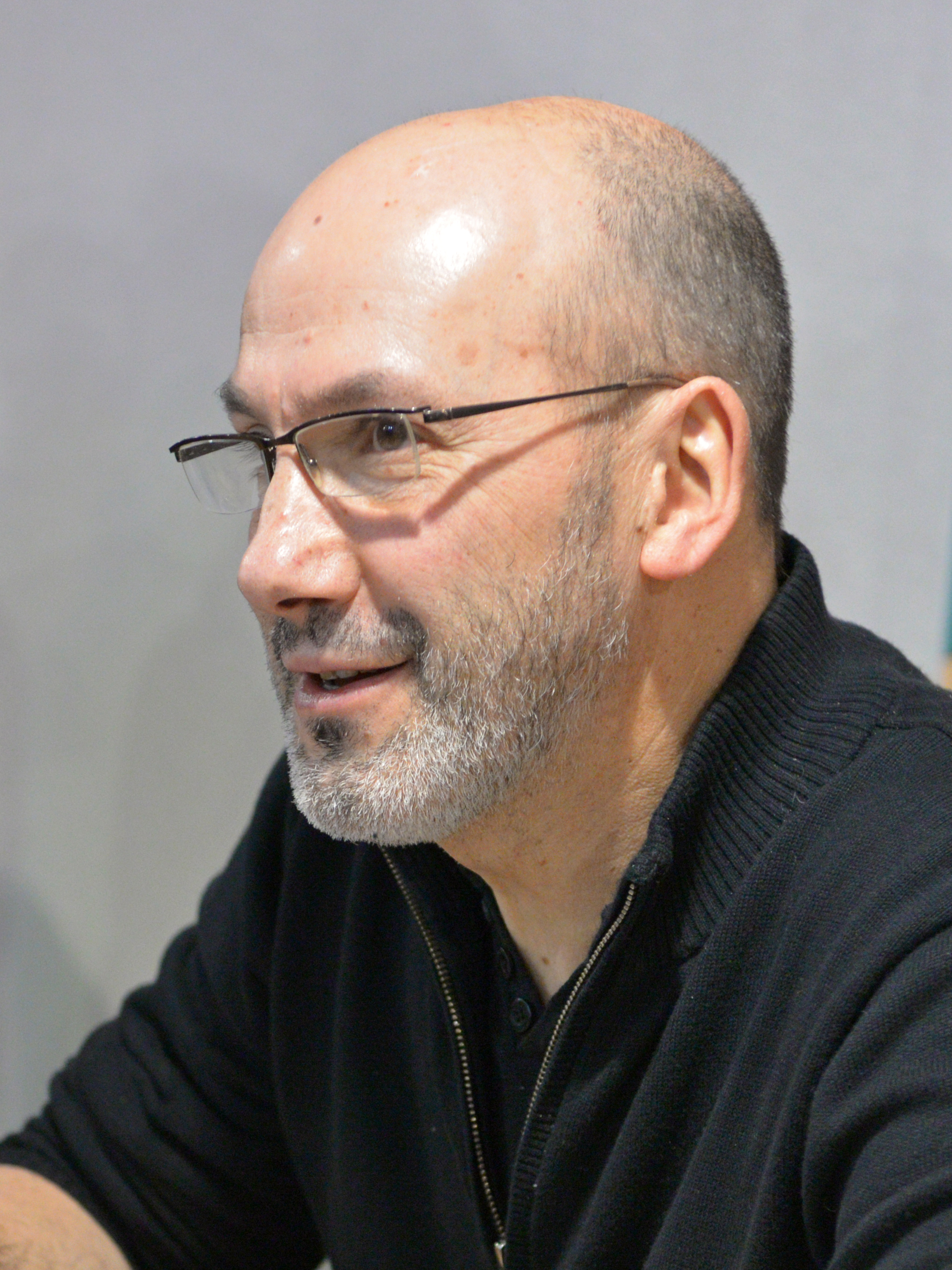
Jean-Yves Ferri, nouveau scénariste d'Astérix.

### Écosse et Pictes
Astérix et Obélix partent une nouvelle fois en voyage pour découvrir l'Écosse avec tous ses clichés  : kilts, whisky, cornemuses, monstre du loch Ness, caber, clans familiaux, etc.
Dans ce « conte celtique », Astérix se rend chez les Pictes (« hommes peints » en latin), une confédération de tribus britanniques vivant en Calédonie (territoire qui constitue aujourd'hui l'Écosse).

### Personnages
Idéfix ne participe pas au voyage en Écosse.
Le chef picte ennemi Mac Abbeh a les traits de l'acteur Vincent Cassel.
Le barde rockeur picte Mac Keul a les traits du chanteur Johnny Hallyday, et lorsqu'il dit « Quoi, Mac Keul ? Qu'est-ce qu'il a Mac Keul ? », c'est une référence à sa chanson Ma gueule.

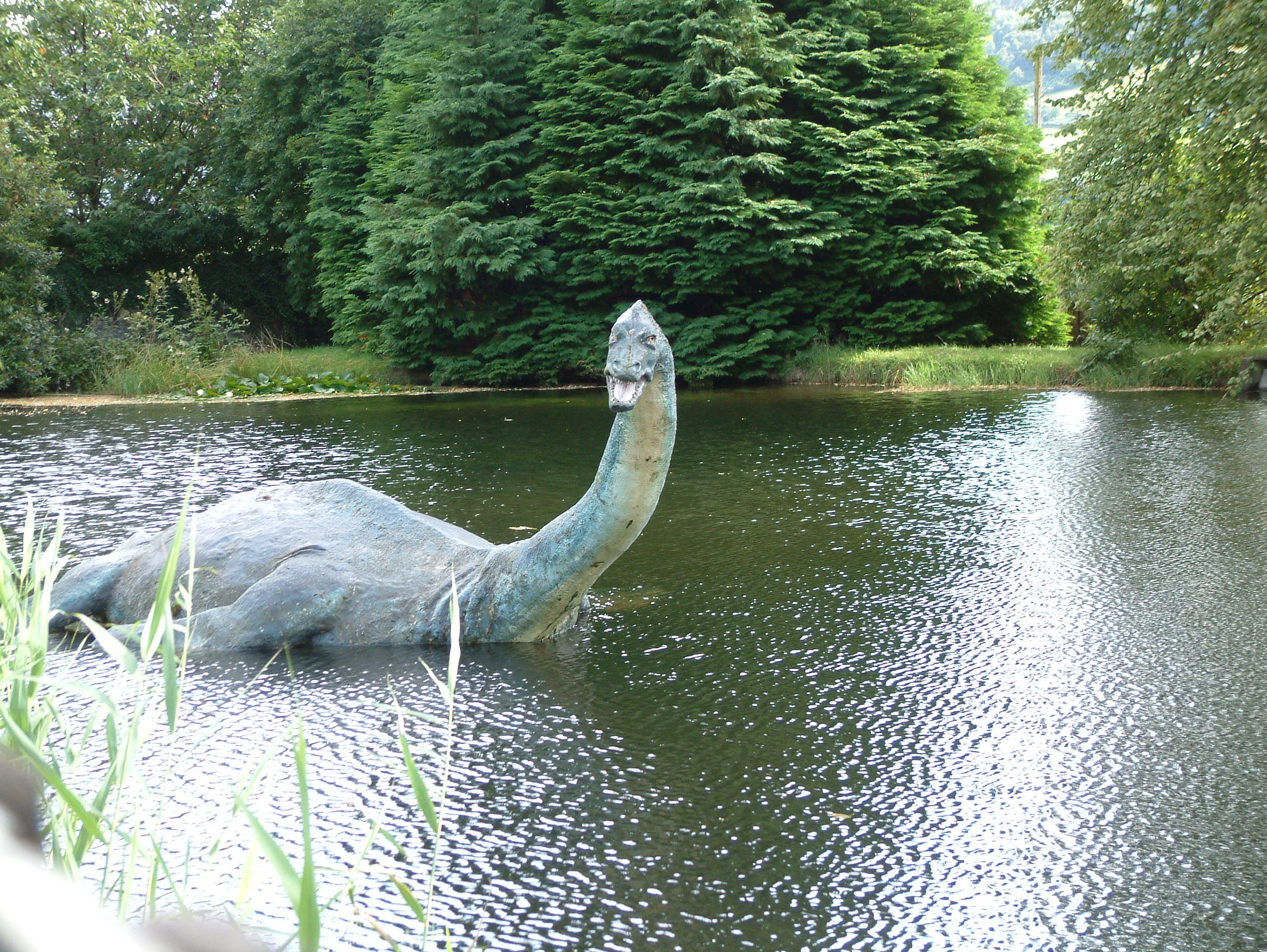
Sculpture en béton du Monstre du loch Ness, interprétation d'artiste, à Drumnadrochit.

Afnor, la créature du lac Loch Andloll, est une parodie du légendaire monstre du Loch Ness. Généralement désigné comme « l'énorme Afnor », son nom est un jeu de mots avec l'expression « les normes AFNOR ».
Tous les hommes pictes ont un nom commençant par « Mac » : Mac Oloch, Mac Aye, Mac Lop, Mac Abbeh, Mac Atrell, Mac Mini, Mac Ramp, Mac Reese, Mac Robiotik, Mac Quenoth, Mac Keul, Mac Stock : le préfixe Mac, typique des patronymes écossais, signifie « fils de » en gaélique.
Les femmes pictes portent des noms finissant par le son « -a » : Camomilla, Catalpa, Arnica, Mac Mamah.
Mac Oloch est tatoué et porte un kilt à tartan vert et jaune. Ressemblant un peu au personnage de Oumpah-Pah dans la bande dessinée du même nom, il est ainsi un hommage à une autre série créée par le duo Uderzo-Goscinny,.
Par ailleurs, Mac Oloch congelé dans un glaçon rappelle l'histoire du film Hibernatus.
La famille de Mac Oloch est une curieuse parodie de famille recomposée moderne : en plus de son petit frère Mac Mini, il a pour grand-oncle Mac Atrell, lui-même « oncle par alliance de Catalpa, la nièce adoptive de Mac Mamah, seconde épouse de Mac Reese, beau-papa [de Mac Oloch et] qui est aussi le parrain d'Arnica, sa petite-cousine du côté Mac Quenoth ».

### Chansons
- Rocs autuuur du loch…, chanté par le barde Mac Keul, parodiant la chanson Rock Around the Clock de Bill Haley.
- Ne me kiiiiiiiilte paaaas…, chanté par le barde Mac Keul, parodiant la chanson Ne me quitte pas de Jacques Brel.

### Borborygmes de Mac Oloch
- Obladi Oblada, parodiant la chanson Ob-La-Di, Ob-La-Da des Beatles.
- Jingle Bells !, parodiant la chanson Jingle Bells de James Lord Piermont.
- Oooh Happy Day !, parodiant la chanson Oh Happy Day de The Edwin Hawkins Singers & Dorothy Combs Morrison.
- Hip Hop, faisant référence au genre musical du hip hop.
- Bad Vibrations, parodiant la chanson Good Vibrations des Beach Boys.
- Ha Ha Ha Stayin Aliiiive !, parodiant la chanson Stayin' Alive des Bee Gees.
- Night Fever, parodiant la chanson Night Fever des Bee Gees.
- Be Bop A Lula She's My Baby !, parodiant la chanson Be-Bop-A-Lula de Gene Vincent.
- Help Help !, parodiant la chanson Help! des Beatles.

### Citations latines
- Verba volant (Les paroles s'envolent) : phrase prononcée par un légionnaire romain.

## Accueil

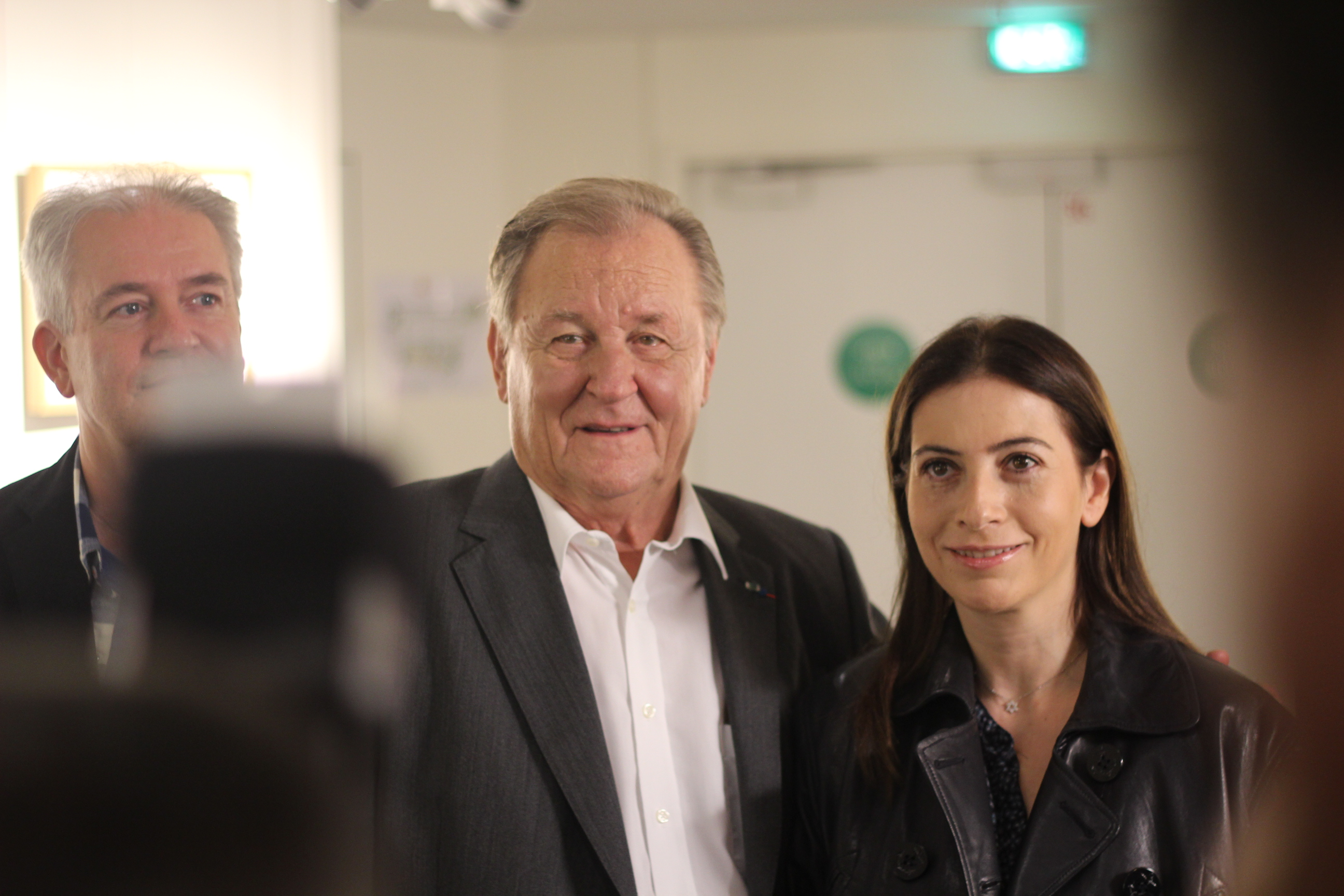
Albert Uderzo et Anne Goscinny pour la sortie de l'album, en octobre 2013.

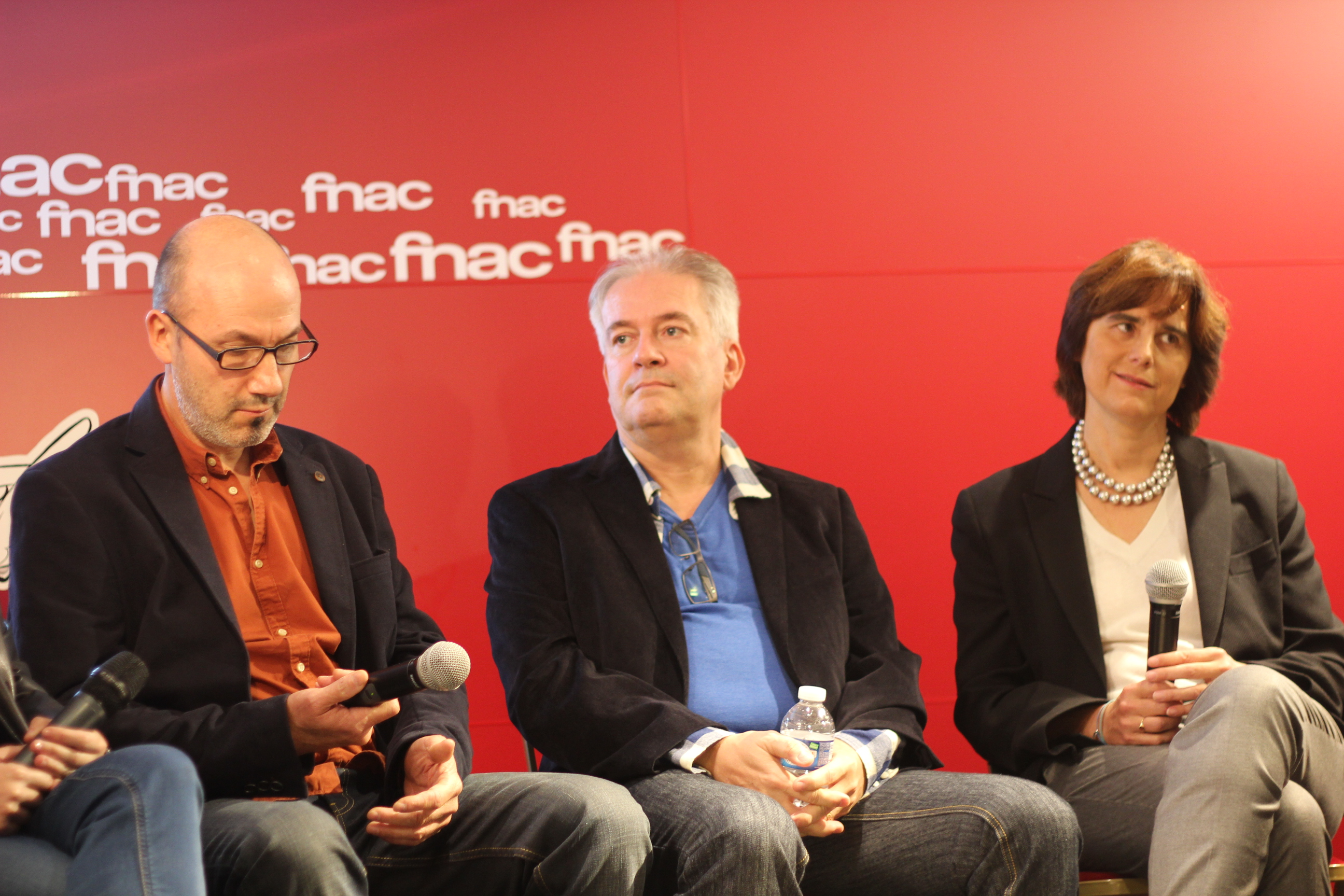
Le scénariste Jean-Yves Ferri, le dessinateur Didier Conrad et la responsable des éditions Albert-René Isabelle Magnac, pour la promotion de l'album en octobre 2013.

### Accueil critique
L'album reçoit de la presse généraliste un accueil très inégal.
Pour certains, la BD est globalement une réussite. Ainsi, pour The Huffington Post, « dans l'ensemble le pari d'Astérix chez les Pictes est réussi, bien supérieur aux derniers albums réalisés par Uderzo en solo », et le Case à part, blog BD de France TV, juge qu'il « est respectueux du mythe Astérix et de tous les ingrédients qui font le succès de la série ». Mais pour d'autres médias, le bilan est plus mitigé, on reproche aux auteurs l'absence de surprise : Libération ressort de l'album « avec un goût, pur malt, de déjà-vu », même s'« il n'y a rien à reprocher » à l'album. De même, L'Express parle d'un « album prudent », s'il « n'est pas foncièrement mauvais, il n'est pas non plus génial ». Enfin, l'album est une déception complète pour L'Obs, pour qui l'album « a échappé complètement à l'identité de la collection ».

### Accueil du public
Aux vingt-trois langues dans lesquelles l'album est initialement sorti  viennent s'ajouter les versions turque et chinoise en décembre 2013. 2,2 millions d'exemplaires sont annoncés pour la France, et 2,2 autres millions pour le reste du monde, dont plus d'1,6 million en allemand. L'objectif est d'écouler cinq millions d'exemplaires à travers le monde.
Astérix chez les Pictes a fait un démarrage plus fort que les précédents opus en France selon Livres Hebdo (330 000 exemplaires vendus en moins d'une semaine), et les ventes sont également bonnes en Espagne et en Allemagne. Cette bande dessinée est le livre qui s'est le mieux vendu en France en 2013, avec des ventes estimées à 943 184 exemplaires par Edistat, 1 287 500 exemplaires par Livres Hebdo, et 1 634 490 exemplaires par GfK. Le score final officiel est connu en juin 2014, il est de 2 387 000 exemplaires vendus en France en 2013.

### Hommages
La Monnaie de Paris a sorti une collection de pièces d'or et d'argent, ainsi que différents produits sur le thème d'Astérix.